# Расследование (фильм, 2006)
«Расследование» (итал. L'inchiesta) — ремейк одноимённого фильма 1986 года, повествующий о событиях, происходивших в римской провинции Иудея после распятия Христа.

## Сюжет
33 год нашей эры. Странное землетрясение всколыхнуло великую Римскую империю. Его почувствовал и великий император Тиберий в своём дворце на острове Капри, и претор Валерий Тавр, воюющий с германцами на далёких северных границах. Чтобы выяснить, что произошло, император вызывает к себе претора Тавра и отправляет его со специальной миссией расследования в провинцию Иудея, где накануне распяли какого-то Проповедника.

## В ролях
| Актёр             | Роль                             |
| ----------------- | -------------------------------- |
| Дольф Лундгрен    | Брикс (воин-германец)            |
| Моника Крус       | Табита                           |
| Ф. Мюррей Абрахам | Натан (отец Табиты)              |
| Орнелла Мути      | Мария Магдалина                  |
| Макс фон Сюдов    | император Тиберий                |
| Даниэль Лиотти    | Тит Валерий Тор (римский претор) |
| Христо Шопов      | Понтий Пилат                     |